# 博新多媒體
博新多媒體股份有限公司（Po-hsin Multimedia Inc.），簡稱「博新」，是台灣解嚴之後「媒體大爆炸」時代中國國民黨經營的有線電視及衛星電視頻道代理商，創業於1993年4月23日。博新除經營自有頻道外，也投資台灣八家以上的有線電視系統業者，還以新台幣上億元的天價取得迪士尼頻道亞洲版台灣代理權，成為迪士尼頻道第一屆台灣總代理，跌破業界眼鏡。

## 歷史
1992年12月25日，中央投資公司董事會決議成立「博新育樂股份有限公司」。1994年，博新育樂更名為「博新多媒體股份有限公司」。
博新前期，使用紅色雙「C」字形商標，商標缺口處有中文「博視」黑色字樣與英文「PHTV」黑色字樣，旗下有「博視資訊台」、「博視東映台」等兩個自有頻道，甚至一度併入原三立頻道並改名為「博視三立台」。博新後期，改換紅藍二色的「C」字形商標，商標缺口處有中文「博新」黑色字樣，旗下僅有「博新1台」（原「博視資訊台」）、「博新2台」（原「博視東映台」）等兩個自有頻道，並結束代理三立1台、三立2台與迪士尼頻道亞洲版。
1993年9月，博新率先承租亞太一號衛星轉頻器，以衛星傳送節目訊號。1995年3月底，迪士尼頻道在台灣開播。1995年4月1日，博視東映台開播。博視資訊台以「關懷本土，城鄉並重」為節目規劃方針，以「現場直播，即時互動」為原則，每日11:00～20:00播出10節整點新聞，每日21:00～22:00則與台灣中南部8家有線電視系統業者合作播出《城鄉新聞》，每星期一至六22:00～23:00現場直播call-in節目。博視東映台是博新與東映合作經營的頻道，是台灣第一個取得正式授權的日本電影專業頻道，博新提供衛星頻道與硬體設備，東映供應節目，每日全天候播映，並播放預告新片故事背景、明星專輯、幕後花絮等內容。博視三立台是以三立頻道改版而成、1995年3月1日開播的頻道，透過亞衛1號衛星全天候傳送節目訊號，博新負責提供衛星頻道，三立影視（三立電視前身）負責節目規劃、節目製作與頻道推廣，初期節目規劃以本土化綜藝節目為主、戲劇節目為輔。迪士尼頻道亞洲版是全球第一個以中英雙語播出的迪士尼頻道，開播初期以迪士尼頻道美國版的四分之一節目加上華特迪士尼公司旗下各家電影公司與電視網的影片，以10小時的節目時間作24小時全天候播出，當時已有60%的節目有中文配音。
博新第一屆董事長是前內政部警政署署長莊亨岱，第一屆總經理是前行政院新聞局電影事業處處長廖祥雄。1995年10月，前中國電視公司總經理朱宗軻接任博新總經理，當時博新擁有6個衛星頻道（3個外租頻道與3個自營頻道）、年營業額新台幣2億5千萬元、虧損新台幣2億餘元；中國國民黨中央委員會將朱宗軻調到博新，目的在於倚重他的媒體專業背景來尋求扭轉中國國民黨在有線電視領域的弱勢，以因應1995年中華民國立法委員選舉與1996年中華民國總統大選的挑戰。
1997年2月12日，朱宗軻強調，由於博新1台負擔了博新大部分的人事管銷費用，博新1台經營一年半以來已虧損新台幣四億元，因此經過華夏投資公司和博新的商議，博新最快將於本年3月關閉博新1台、展開裁員計畫，他將於本月18日向博新董事會要求發給每位員工2到3個月的遣散費，博新2台繼續營運，博新硬體設備將以租用的方式回收成本。1997年2月18日，博新新聞部經理趙介生說，原本博新新聞部有12組記者，最近陸續有6人跳槽中視新聞、2人跳槽台視新聞、2人跳槽民視新聞及1人跳槽超視新聞，他們跳槽後博新新聞部將銳減至只剩3組記者，這樣的人力做三節新聞，連湊數都很困難；從去年7月以來，博新新聞部在人力和時段上皆不斷增加，卻在力爭上游時突然結束，實心有不甘。1997年4月1日，「國際環球多媒體股份有限公司」接手經營博新1台，博新1台改名為「環球電視」（Global TV）重新開播，環球電視又名「環球新聞台」。
1998年，中央投資公司全數出清博新股份；1999年7月2日，劉家昌以新台幣2億元接手博新。博新最後被劉家昌掏空而結束營業。博新的解體，對朱宗軻而言是一大打擊；朱宗軻因此沉寂了一段時間，直到1998年初接任東森電視總經理為止。
1999年9月，侑瑋衛星通訊（Cosatech）完成收購博新90%公開發行股份。2000年，當時已是侑瑋子公司的博新取得中華民國交通部第一類固定衛星通信特許執照。2001年，侑瑋與博新合併，侑瑋為存續公司，博新為消滅公司；侑瑋承接博新的第一類固定衛星通信特許執照，經營「數碼天空」（D-Sky）衛星電視平台。
博新1台停播後，博新2台改名為「博新東映頻道」繼續營運，直到2005年因財務問題而結束營業。